# Senecio adenotrichius
Senecio adenotrichius es una especie de planta perenne de la familia Asteraceae. Originaria de Chile, y común en los suelos perturbados. Está considerada una planta invasora en los Estados Unidos. 

## Distribución
Originaria de Chile se encuentra a una altitud de 300 a 1200 metros en la Región de Coquimbo y Valparaíso.

## Taxonomía
Senecio adenotrichius fue descrita por  Augustin Pyrame de Candolle y publicado en Prodromus systematis naturalis regni vegetabilis 6: 416. 1838
Etimología
Ver: Senecio
adenotrichius: epíteto latíno que significa "con pelos glandulares".
Sinonimia
- Adenotrichia amplexicaulis Lindl.
- Heterolepis conyzoides Bertero ex DC.[5]